# Вранє
Вра́нє (серб. Врање, Vranje; МФА: [ʋrâɲɛ]ⓘ) — місто та муніципалітет на півдні Сербії, адміністративний центр Пчинського округу.
У місті, за переписом 2011 року, проживає 55 138 жителів. Уперше згадується в 1093 році, але до складу сербської держави увійшло в 1207 році. У 1455 році завойоване османською армією. В епоху панування турків місто мало стратегічне значення: перебувало на перетині торгових шляхів Сербія — Македонія — Болгарія. Визволене в 1878 році. Після Другої світової війни місто стало промисловим осередком, а також залізничним вузлом. Нині місто — економічний, політичний та культурний центр Пчинського округу. Місто лежить на лівому березі Південної Морави. В місті дислокується штаб 4-ї бригади Сухопутних військ Сербії.

## Історія
Першу письмову згадку про місто Вранє залишила Анна Комніна, візантійська принцеса, старша дочка імператора Візантії Олексія I Комніна і Ірини Дукенище, описуючи завоювання свого батька.
Інша згадка датована 1193 роком, коли великий жупан Рашки Стефан Неманя проголосив незалежність Сербії від Візантії. Однак до складу Сербської держави Вранє увійшло лише в 1207 році, коли Стефан II Неманич взяв під контроль це місто.
Після розпаду середньовічної сербської держави, Вранє стало самостійною державою під управлінням кесаря Угліше — Господаря Вранє, Пряшева і Куманова. Ця держава проіснувала аж до битви на Косовому полі, після якої Вранє включили до складу залежної від Османської імперії Сербської держави під орудою Стефана Лазаревича. 14 червня 1445 року турки захопили місто і тримали його під своїм контролем аж до 31 січня 1878 року, коли його зайняла сербська армія під командуванням Йована Белімарковіча. На початку XX століття населення міста налічувало близько 12 000 мешканців.
У ході Балканських і двох світових воєн Вранє знову був об'єктом для завоювань. Під час Першої балканської війни в 1912 році тут проводилася військова операція проти османської армії під особистим командуванням короля Петра I Карагеоргійовича. У Першу світову війну болгари окупували Вранє в ніч проти 17 жовтня 1918 року. Через два роки місто визволили.
Під час Другої світової війни німці захопили Вранє та передали його під управління тоді ще союзної болгарської держави. За чотири роки окупації в місті розстріляли близько 700 осіб. У бойових діях при визволенні міста брали участь 12 000 солдатів. Місто визволили 7 вересня 1944 року.

## Населення
У етнічному складі населення Вранє більшість становлять серби — за даними останнього перепису (2011), їхня питома частка становила 91,7 %. Численною є громада ромів (4,99 % загалу). Також у місті проживають болгари, македонці, чорногорці, хорвати, албанці, словаки, словенці, українці та представники інших етносів.
Більшість вірян належать до православних церков. У місті діє єпархіальне управління Сербської православної церкви.
Динаміку зміни чисельності міського населення демонструє таблиця, наведена нижче:
| Рік/Роки | Населення, мешканців | Рік  | Населення, мешканців | Рік/Роки | Населення, мешканців | Рік  | Населення, мешканців |
| -------- | -------------------- | ---- | -------------------- | -------- | -------------------- | ---- | -------------------- |
| 1093     | 3900                 | 1386 | 5800                 | 1800     | 10 564               | 1878 | 15 875               |
| 1900     | 27 586               | 1905 | 34 110               | 1910     | 39 487               | 1921 | 48 817               |
| 1948     | 11 252               | 1953 | 13 465               | 1961     | 17 999               | 1971 | 28 613               |
| 1981     | 44 094               | 1991 | 51 818               | 2002     | 56 458               | 2011 | 55 138               |

| Етнічний склад за переписом 2011-го року | Етнічний склад за переписом 2011-го року | Етнічний склад за переписом 2011-го року | Етнічний склад за переписом 2011-го року | Етнічний склад за переписом 2011-го року |
| ---------------------------------------- | ---------------------------------------- | ---------------------------------------- | ---------------------------------------- | ---------------------------------------- |
| Національність                           |                                          |                                          |                                          | %                                        |
| Серби                                    | Серби                                    |                                          | 91,70                                    | 91,70                                    |
| Роми                                     | Роми                                     |                                          | 4,99                                     | 4,99                                     |
| Болгари                                  | Болгари                                  |                                          | 0,83                                     | 0,83                                     |
| Македонці                                | Македонці                                |                                          | 0,39                                     | 0,39                                     |
| Чорногорці                               | Чорногорці                               |                                          | 0,08                                     | 0,08                                     |
| Горанці                                  | Горанці                                  |                                          | 0,08                                     | 0,08                                     |
| Хорвати                                  | Хорвати                                  |                                          | 0,05                                     | 0,05                                     |
| Югослави                                 | Югослави                                 |                                          | 0,03                                     | 0,03                                     |
| Мусульмани                               | Мусульмани                               |                                          | 0,03                                     | 0,03                                     |
| Албанці                                  | Албанці                                  |                                          | 0,02                                     | 0,02                                     |
| Словаки                                  | Словаки                                  |                                          | 0,01                                     | 0,01                                     |
| Словенці                                 | Словенці                                 |                                          | 0,01                                     | 0,01                                     |
| Угорці                                   | Угорці                                   |                                          | 0,01                                     | 0,01                                     |
| Босняки                                  | Босняки                                  |                                          | 0,01                                     | 0,01                                     |
| Бунєвці                                  | Бунєвці                                  |                                          | 0,01                                     | 0,01                                     |
| Німці                                    | Німці                                    |                                          | 0,01                                     | 0,01                                     |
| Русини                                   | Русини                                   |                                          | 0,01                                     | 0,01                                     |
| Румуни                                   | Румуни                                   |                                          | 0,01                                     | 0,01                                     |
| Українці                                 | Українці                                 |                                          | 0,01                                     | 0,01                                     |
| Інші                                     | Інші                                     |                                          | 0,07                                     | 0,07                                     |
| Невідомо                                 | Невідомо                                 |                                          | 1,77                                     | 1,77                                     |
| Разом: 55.138                            |                                          |                                          |                                          |                                          |

## Адміністративний поділ
Місто Вранє складається з двох муніципальних утворень: муніципалітета Вранє та селища міського типу Вранска-Баня. До їх муніципальних районів входять такі населені пункти:

## Клімат
Вранє має помірно-континентальний клімат. Найтеплішим місяцем є липень (з середньою температурою 22° C), а найхолоднішим — січень (з середньою температурою 3° С).
| Клімат Вранє                                  | Клімат Вранє | Клімат Вранє | Клімат Вранє | Клімат Вранє | Клімат Вранє | Клімат Вранє | Клімат Вранє | Клімат Вранє | Клімат Вранє | Клімат Вранє | Клімат Вранє | Клімат Вранє | Клімат Вранє |
| Показник                                      | Січ.         | Лют.         | Бер.         | Квіт.        | Трав.        | Черв.        | Лип.         | Серп.        | Вер.         | Жовт.        | Лист.        | Груд.        | Рік          |
| Абсолютний максимум, °C                       | 16,1         | 21,7         | 26,0         | 31,5         | 32,4         | 37,0         | 39,7         | 38,0         | 35,6         | 30,6         | 25,0         | 16,0         | 39,7         |
| Середній максимум, °C                         | 3,0          | 6,2          | 11,3         | 16,7         | 21,6         | 24,8         | 27,3         | 27,6         | 24,0         | 18,0         | 10,6         | 4,6          | 16,3         |
| Середній мінімум, °C                          | −3,9         | −1,8         | 1,3          | 5,4          | 9,6          | 12,6         | 13,9         | 13,8         | 10,5         | 6,0          | 1,8          | −2,2         | 5,6          |
| Абсолютний мінімум, °C                        | −25          | −22          | −13          | −4,3         | 0,0          | 2,3          | 5,0          | 4,5          | −2,4         | −7           | −12,6        | −17,7        | −25          |
| Норма опадів, мм                              | 41.4         | 43.4         | 46.0         | 51.7         | 65.0         | 70.9         | 50.4         | 38.7         | 45.4         | 46.2         | 62.9         | 52           | 614          |
| --------------------------------------------- | ------------ | ------------ | ------------ | ------------ | ------------ | ------------ | ------------ | ------------ | ------------ | ------------ | ------------ | ------------ | ------------ |
| Джерело: Сербський гідрометеорологічний центр |              |              |              |              |              |              |              |              |              |              |              |              |              |

## Відомі люди, пов'язані з містом
- Радоє Доманович — сербський сатирик
- Борисав Станкович — сербський письменник
- Миролюб Євтич — сербський політолог

## Міста-побратими
- Цетинє, Чорногорія[4][5]
- Пожареваць, Сербія
- Куманово, Македонія[4]
- Требинє, Боснія і Герцеговина
- Веленє, Словенія[6]
- Новий Сонч, Польща[7]
- Кавала, Греція
- Волос, Греція
- Трикала, Греція
- Грац, Австрія
- Леверкузен, Німеччина
- Ульм, Німеччина
- Пардубице, Чехія
- Помільяно-д'Арко, Італія[8]
- Брюховецька, Росія[9]

## Галерея

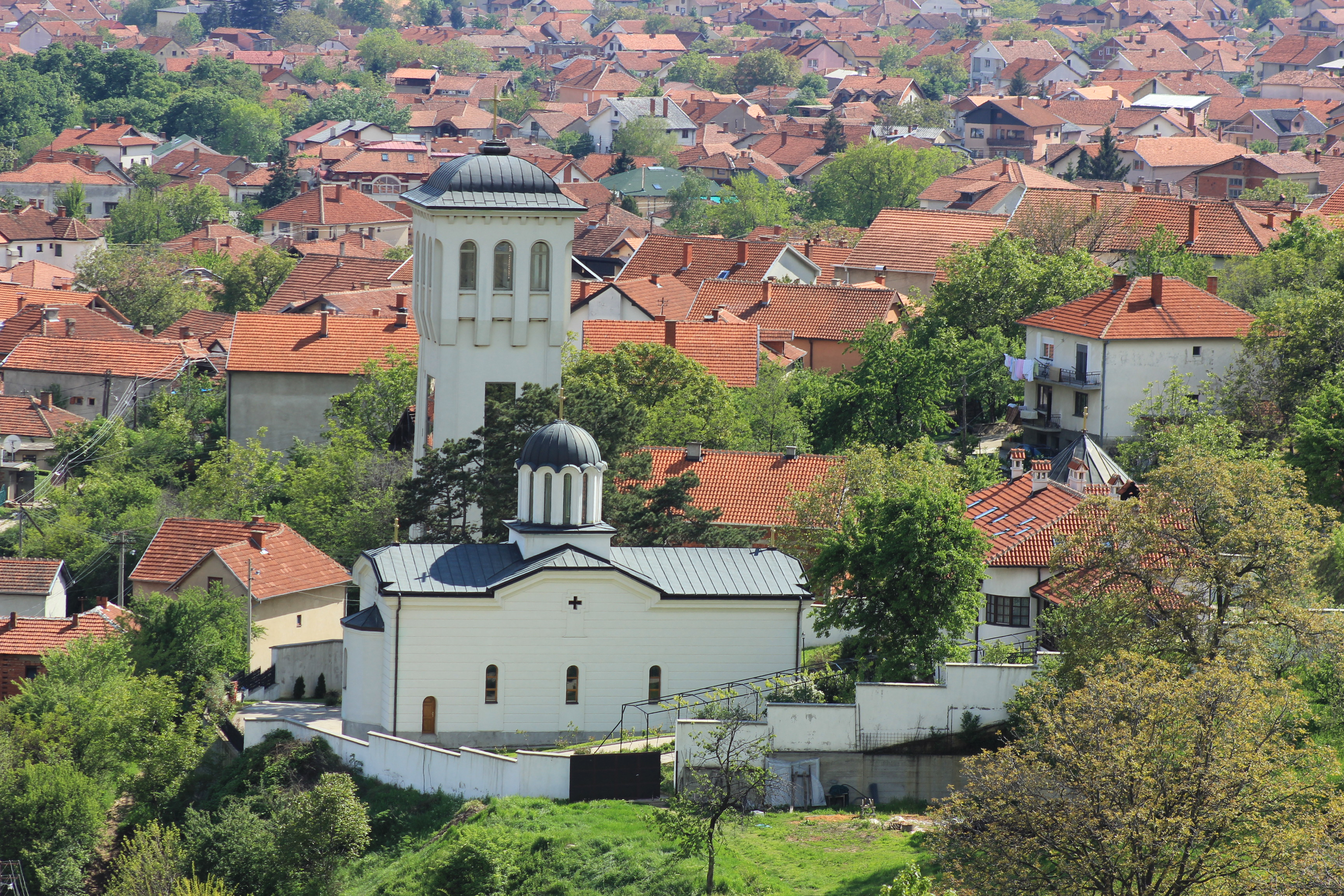
Церква Святого Миколи
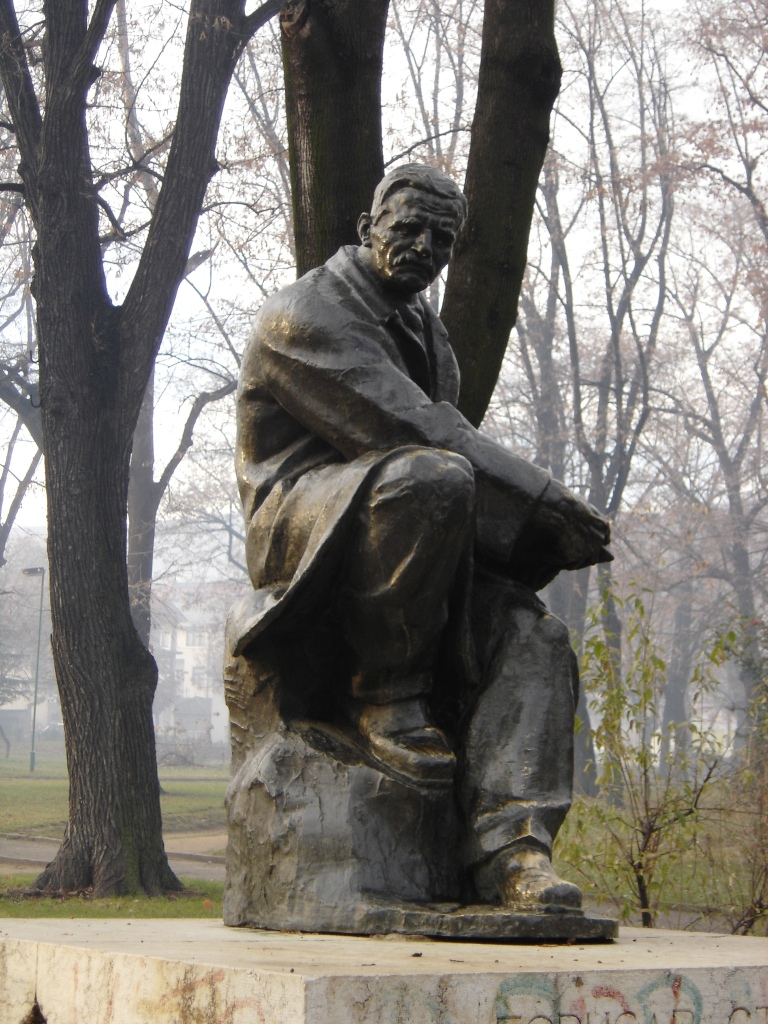
Пам'ятник Бориславу Станковичу
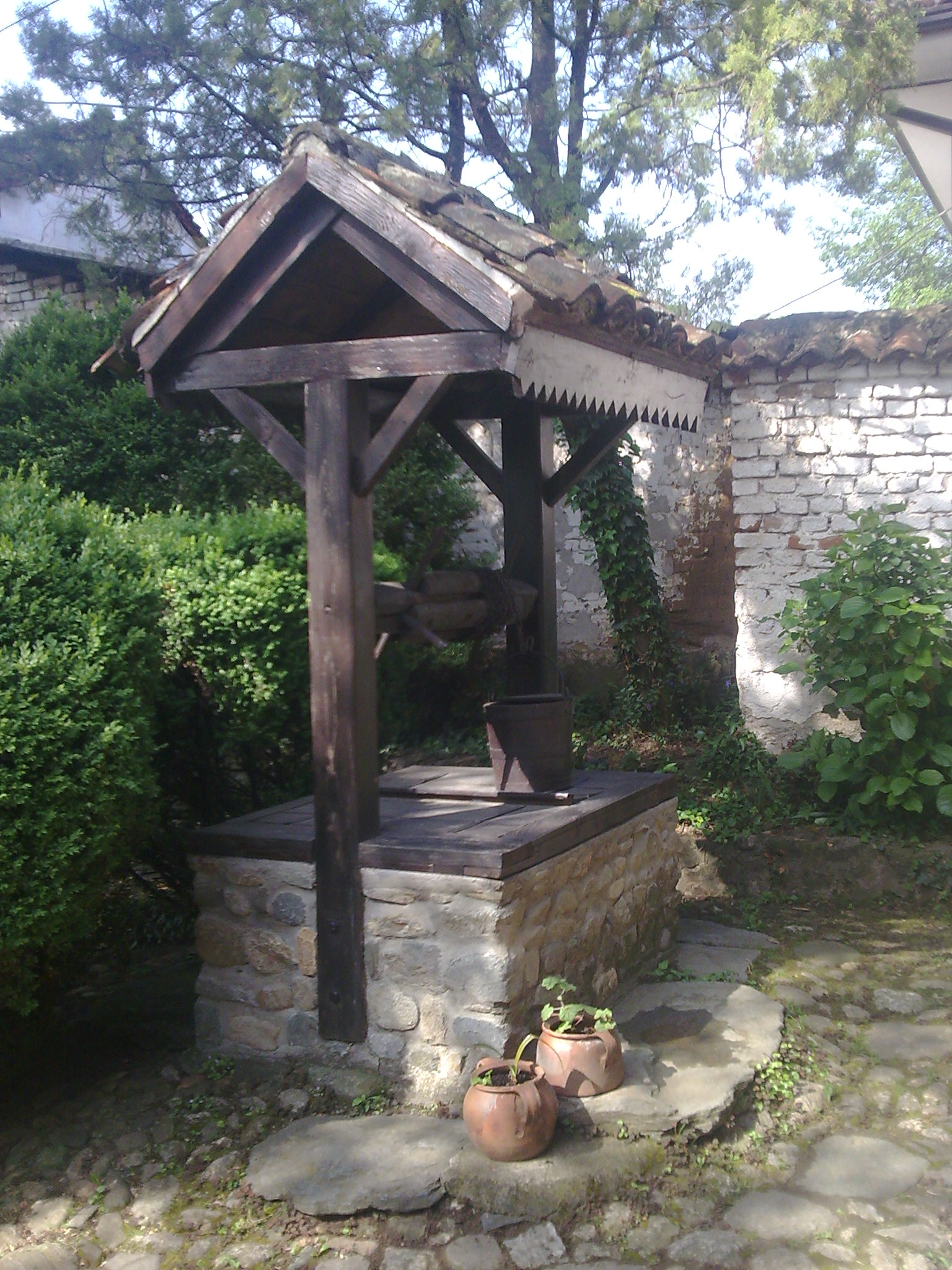
Біля дому Борислава Станковича
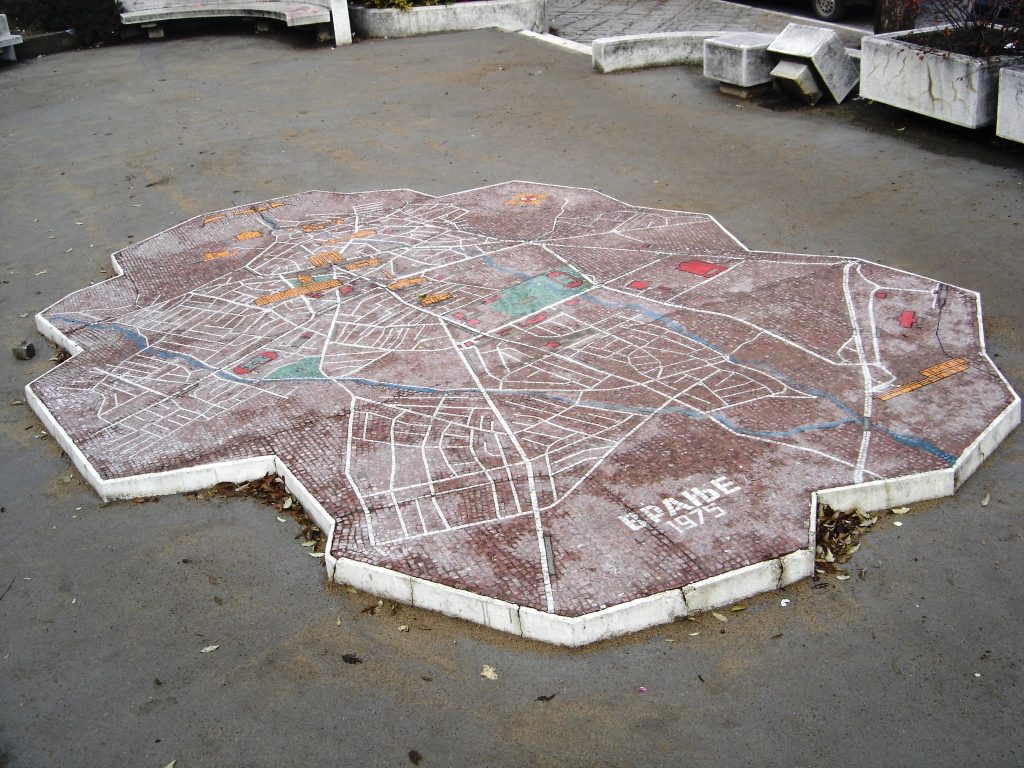
Карта-мозаїка на площі міста
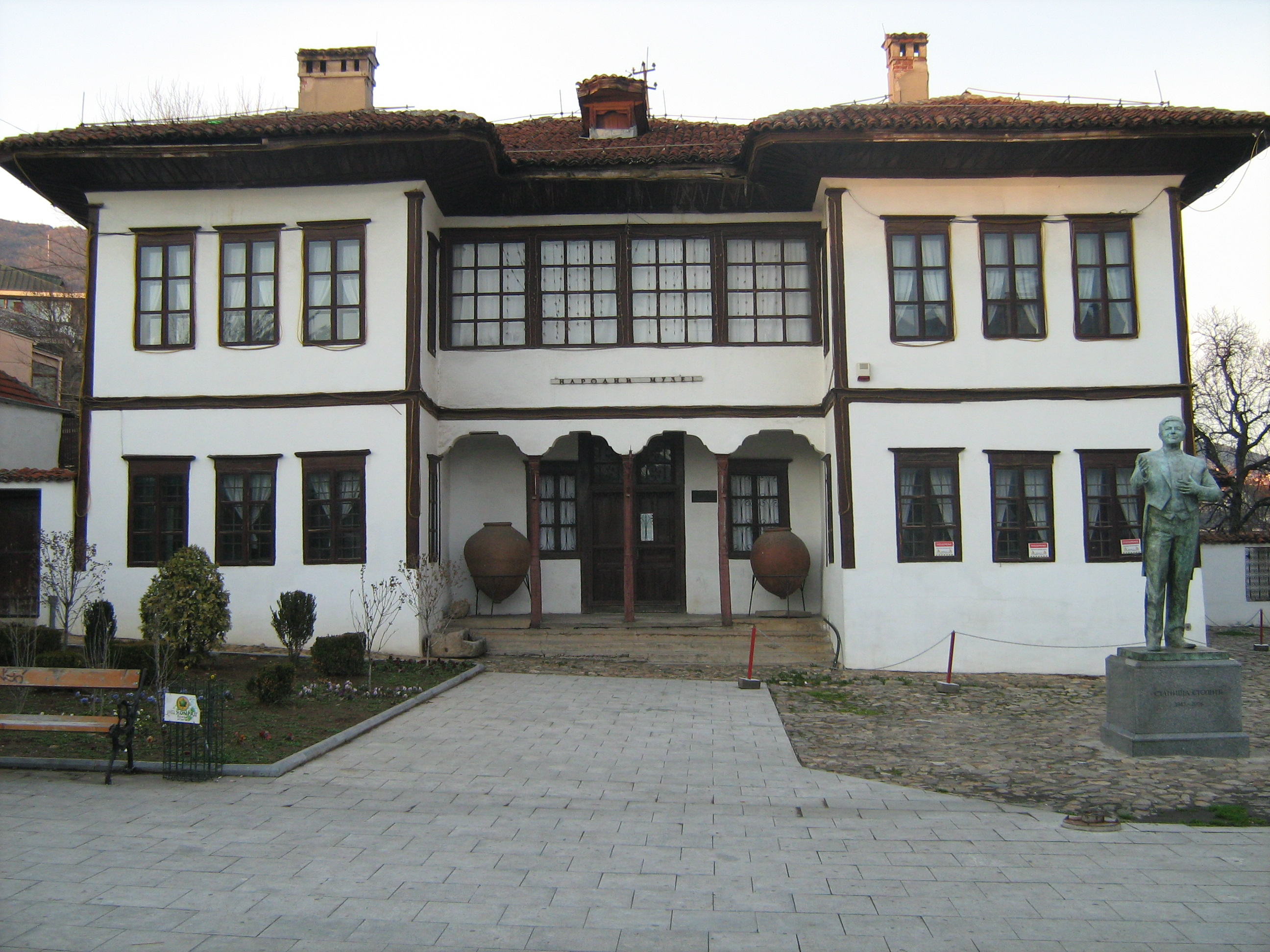
Національний музей у місті Вранє
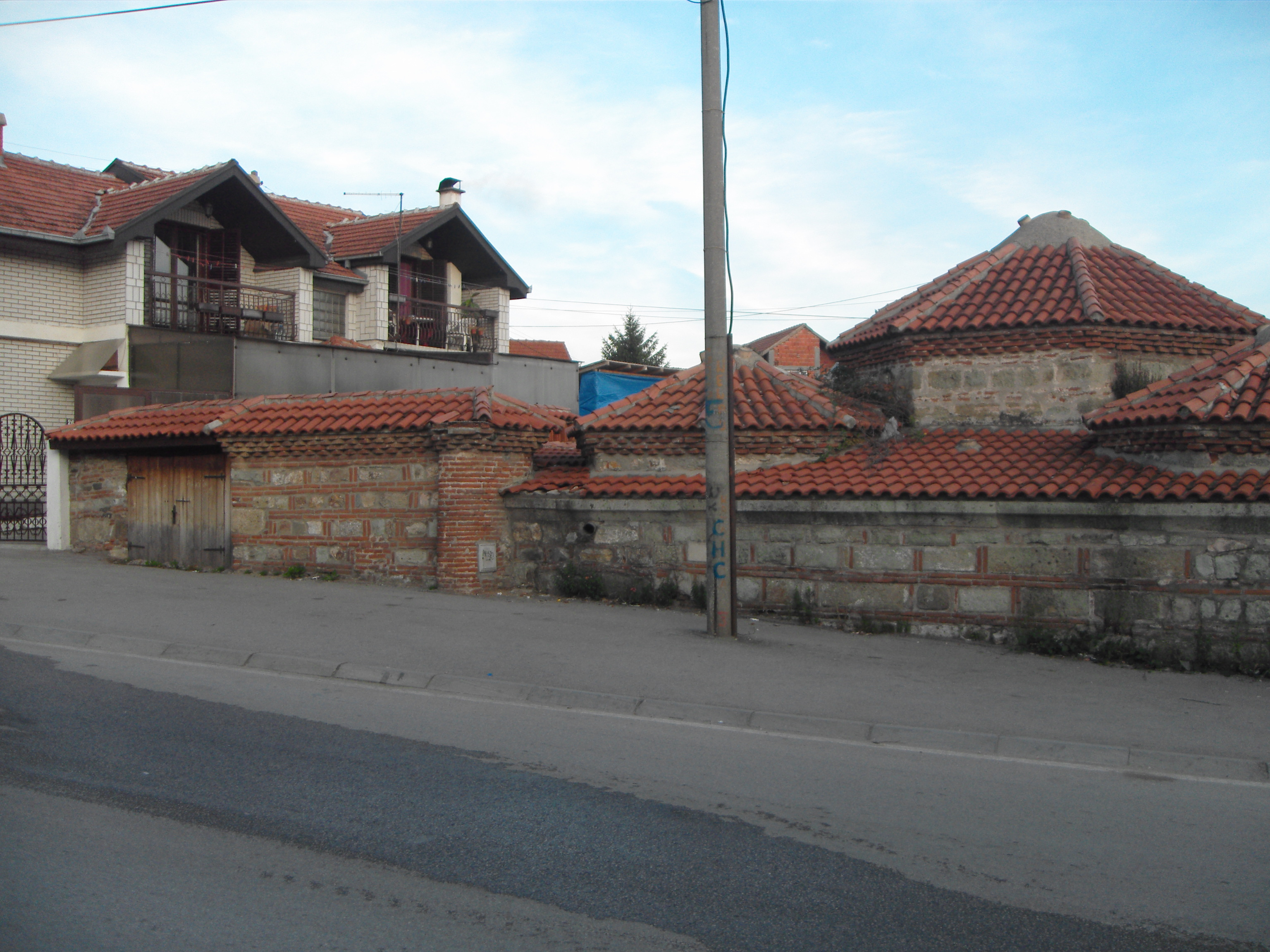
Хамам